# Natação nos Jogos Olímpicos de Verão de 2020 - 1500 m livre masculino
A competição dos 1500 m livre masculino da natação nos Jogos Olímpicos de Verão de 2020 foi disputada em 30 de julho e 1 de agosto de 2021 no Centro Aquático, em Tóquio. Um total de 28 nadadores de 20 Comitês Olímpicos Nacionais (CON) participaram do evento.

## Qualificação
O tempo de qualificação olímpica ao evento foi de 15min00s99. Até dois nadadores por Comitê Olímpico Nacional (CON) poderiam se qualificar automaticamente nadando naquele tempo em um evento de qualificação aprovado. Por sua vez, o tempo de seleção olímpica foi de 15min28s02. Até um nadador por CON estaria elegível para a qualificação com esse tempo com sua entrada classificada em um ranking até que o número de participantes fosse atingido. CONs sem um nadador qualificado em qualquer evento poderiam obter seus lugares através das vagas de universalidade.

## Formato
A competição consiste em duas rodadas: preliminares e final. Os nadadores com os oito melhores tempos nas baterias preliminares avançam a final. Desempates (swim-offs) são utilizados conforme necessário para quebrar os empates de avanço a próxima rodada.

## Calendário
Horário local (UTC+9)
| Data                | Horário | Fase         |
| ------------------- | ------- | ------------ |
| 30 de julho de 2021 | 19:45   | Preliminares |
| 1 de agosto de 2021 | 10:45   | Final        |

## Medalhistas
| Ouro   | USA Robert Finke       |
| Prata  | UKR Mykhailo Romanchuk |
| Bronze | GER Florian Wellbrock  |

## Recordes
Antes desta competição, os recordes mundiais e olímpicos da prova eram os seguintes:
| Tipo | Atleta   | Tempo    | Local   | Data                |
| ---- | -------- | -------- | ------- | ------------------- |
|      | Sun Yang | 14:31.02 | Londres | 4 de agosto de 2012 |
|      | Sun Yang | 14:31.02 | Londres | 4 de agosto de 2012 |

## Resultados

### Preliminares
Os nadadores com as oito primeiras colocações, independente da bateria, avançam a final.
| Pos. | Bateria | Raia | Nadador              | CON                 | Tempo    | Notas            |
| ---- | ------- | ---- | -------------------- | ------------------- | -------- | ---------------- |
| 1    | 4       | 5    | Mykhailo Romanchuk   | UKR Ucrânia         | 14:45.99 | Q                |
| 2    | 4       | 3    | Robert Finke         | USA Estados Unidos  | 14:47.20 | Q                |
| 3    | 3       | 4    | Florian Wellbrock    | GER Alemanha        | 14:48.53 | Q                |
| 4    | 4       | 4    | Gregorio Paltrinieri | ITA Itália          | 14:49.17 | Q                |
| 5    | 3       | 3    | Daniel Jervis        | GBR Grã-Bretanha    | 14:50.22 | Q                |
| 6    | 3       | 7    | Serhiy Frolov        | UKR Ucrânia         | 14:51.83 | Q                |
| 7    | 2       | 8    | Felix Auböck         | AUT Áustria         | 14:51.88 | Q,               |
| 8    | 2       | 3    | Kirill Martynychev   | ROC                 | 14:52.66 | Q                |
| 9    | 3       | 2    | Domenico Acerenza    | ITA Itália          | 14:53.84 |                  |
| 10   | 4       | 7    | Jack McLoughlin      | AUS Austrália       | 14:56.98 |                  |
| 11   | 4       | 2    | Lukas Märtens        | GER Alemanha        | 14:59.45 |                  |
| 12   | 3       | 8    | Nguyễn Huy Hoàng     | VIE Vietnã          | 15:00.24 |                  |
| 13   | 4       | 1    | Guilherme Costa      | BRA Brasil          | 15:01.18 |                  |
| 14   | 3       | 1    | Anton Ipsen          | DEN Dinamarca       | 15:01.58 |                  |
| 15   | 2       | 5    | Gergely Gyurta       | HUN Hungria         | 15:01.85 |                  |
| 16   | 2       | 4    | Thomas Neill         | AUS Austrália       | 15:04.65 |                  |
| 17   | 2       | 6    | Michael Brinegar     | USA Estados Unidos  | 15:04.67 |                  |
| 18   | 2       | 7    | Victor Johansson     | SWE Suécia          | 15:05.53 |                  |
| 19   | 4       | 8    | Aleskandr Yegorov    | ROC                 | 15:06.55 |                  |
| 20   | 1       | 5    | Daniel Wiffen        | IRL Irlanda         | 15:07.69 | Recorde nacional |
| 21   | 3       | 5    | Henrik Christiansen  | NOR Noruega         | 15:11.14 |                  |
| 22   | 2       | 2    | Ákos Kalmár          | HUN Hungria         | 15:17.02 |                  |
| 23   | 3       | 6    | Jan Micka            | CZE República Checa | 15:17.71 |                  |
| 24   | 2       | 1    | Cheng Long           | CHN China           | 15:18.71 |                  |
| 25   | 1       | 3    | Marcelo Acosta       | ESA El Salvador     | 15:27.37 |                  |
| 26   | 4       | 6    | Alexander Nørgaard   | DEN Dinamarca       | 15:28.70 |                  |
| 27   | 1       | 4    | Aflah Prawira        | INA Indonésia       | 15:29.94 |                  |
| 28   | 1       | 2    | Théo Druenne         | MON Mônaco          | 16:17.20 |                  |
| 29   | 1       | 6    | Marwan Elkamash      | EGY Egito           | DNS      |                  |

### Final
Os três nadadores mais rápidos na final conquistaram as medalhas.
| Pos. | Raia | Nadador              | CON                | Tempo    | Notas |
| ---- | ---- | -------------------- | ------------------ | -------- | ----- |
| 01 ! | 5    | Robert Finke         | USA Estados Unidos | 14:39.65 |       |
| 02 ! | 4    | Mykhailo Romanchuk   | UKR Ucrânia        | 14:40.66 |       |
| 03 ! | 3    | Florian Wellbrock    | GER Alemanha       | 14:40.91 |       |
| 4    | 6    | Gregorio Paltrinieri | ITA Itália         | 14:45.01 |       |
| 5    | 2    | Daniel Jervis        | GBR Grã-Bretanha   | 14:55.48 |       |
| 6    | 8    | Kirill Martynychev   | ROC                | 14:55.85 |       |
| 7    | 1    | Felix Auböck         | AUT Áustria        | 15:03.47 |       |
| 8    | 7    | Serhiy Frolov        | UKR Ucrânia        | 15:04.26 |       |

Legenda
| Recorde mundial      | Recorde mundial (World record)               |                       | Recorde africano                      | Recorde africano (African) |                                           | Q | Classificado por posição (Qualified) |
| Recorde olímpico     | Recorde olímpico (Olympic record)            | Recorde da América    | Recorde da América (Americas)         | q                          | Classificado por melhor tempo (Qualified) |   |                                      |
| Melhor marca do ano  | Melhor marca do ano (World leading)          | Recorde asiático      | Recorde asiático (Asian)              | DNS                        | Não largou (Did not start)                |   |                                      |
| Recorde nacional     | Recorde nacional (National record)           | Recorde europeu       | Recorde europeu (European)            | DNF                        | Não terminou (Did not finish)             |   |                                      |
| Recorde pessoal      | Recorde pessoal do atleta (Personal best)    | Recorde da Oceania    | Recorde da Oceania (Oceania)          | DSQ / DQ                   | Desclassificado (Disqualified)            |   |                                      |
| Recorde da temporada | Recorde da temporada do atleta (Season best) | Recorde sul-americano | Recorde sul-americano (South America) | NM                         | Sem marca (No mark)                       |   |                                      |